# Zaven Krikorian
Zaven Krikorian (geboren 1941 in Aleppo, Syrien) ist ein in Griechenland lebender armenischer Schriftsteller, Pädagoge und Journalist.

## Leben
Er wurde in Aleppo, Syrien, geboren, wuchs in der armenischen Diaspora von Syrien auf, stammt aus einer kinderreichen Familie und ist der Bruder vom verstorbenen Erzbischof von Wien und Honorarprofessor für Armenologie am Institut für Byzantinistik und Neogräzistik an der Universität Wien, Dr. Mesrob Krikorian (1932–2017). Er studierte arabische und islamische Geschichte an der Arabischen Universität von Beirut und vollendete anschließend ein postgraduales Studium am Technologischen Gewerbemuseum (TGM) in Wien.
Er war in verschiedenen Bildungseinrichtungen in Syrien als Lehrer tätig und für länger als vier Jahrzehnte (1968–2009) Direktor der armenischen Volksschule „Artaki Kalpakian“ in Athen, die unter der Schirmherrschaft der Armenischen Allgemeinen Wohltätigkeitsunion (AAW) steht.
Er hat zahlreiche Studien über diverse historische, theologische und linguistische Themen ausgearbeitet sowie Gedichtsammlungen in arabischer und armenischer Sprache veröffentlicht.
Er arbeitet als Kolumnist mit arabischen und armenischen Zeitungen weltweit zusammen, wie Baikar Weekly (Massachusetts, USA), Zartonk Daily (Libanon), Arev (Kairo) und hat wichtige Persönlichkeiten auf den Gebieten von Bildung, Kunst und Wissenschaften in Griechenland und im Ausland interviewt, wie den griechischen Dichter Jannis Ritsos, die armenische Dichterin und politische Aktivistin Silwa Kaputikjan, den Maler Richard Jeranian und den Astrophysiker Wiktor Hambardsumjan. Bis zum heutigen Tage ist er Chefredakteur der armenischen Zeitung „Nor Aschhar“ (Neue Welt), die von der Griechisch-Armenischen Literaturunion „ARARAT“ herausgegeben wird.
Im März 2006 wurde er von der Presseorganisation „Zartonk“ für seinen insgesamten Beitrag zum armenischen Journalismus und zur Literatur prämiert.
Er ist verheiratet mit Alice Nektar Krikorian und hat zwei Töchter.
Er gehört zu den herausragenden Persönlichkeiten der armenischen Kolonie in Griechenland.